# Hidroelektrarna Vuzenica
Hidroelektrarna Vuzenica (kratica HE Vuzenica) je ena izmed hidroelektrarn v Sloveniji; leži na reki Dravi. Spada pod podjetje Dravske elektrarne Maribor. 

## Zgodovina
Hidroelektrarno so začeli graditi leta 1947. V elektrarno so vgradili prvo zgrajeno turbino v Sloveniji, ki jo je izdelal Litostroj. Do leta 1953 so delno dokončali gradnjo, tako da so lahko pognali agregate; gradnja je bila dokončana šele leta 1959.
Danes lahko elektrarna deluje z največjo močjo 56 MW in na leto proizvede 247 milijonov kWh. Za potrebe elektrarne so ustvarili umetno akumulacijsko jezero, ki seže do zgornje HE Dravograd in zajema 7,1 milijona m³ vode.